# Guillermo Franco
Guillermo Luis Franco Farcuarson. född 3 november 1976 i Corrientes, är en argentinsk-mexikansk före detta fotbollsspelare. Han har tidigare spelat som anfallare i bland annat Villarreal och West Ham.